# Kristine Esebua
Kristine Esebua (en georgiano: ქრისტინე ესებუა; Jobi, 19 de marzo de 1985) es una deportista georgiana que compitió en tiro con arco, en la modalidad de arco recurvo.
Ganó una medalla de plata en el Campeonato Mundial de Tiro con Arco al Aire Libre de 2011, una medalla de bronce en el Campeonato Mundial de Tiro con Arco en Sala de 2016, una medalla de plata en el Campeonato Europeo de Tiro con Arco al Aire Libre de 2016 y cinco medallas en el Campeonato Europeo de Tiro con Arco en Sala entre los años 2004 y 2019.

## Palmarés internacional
| Campeonato Mundial al Aire Libre | Campeonato Mundial al Aire Libre | Campeonato Mundial al Aire Libre | Campeonato Mundial al Aire Libre |
| Año                              | Lugar                            | Medalla                          | Prueba                           |
| -------------------------------- | -------------------------------- | -------------------------------- | -------------------------------- |
| 2011                             | Turín (Italia)                   | Medalla de plata                 | Individual                       |
| Campeonato Mundial en Sala       |                                  |                                  |                                  |
| Año                              | Lugar                            | Medalla                          | Prueba                           |
| 2016                             | Ankara (Turquía)                 | Medalla de bronce                | Equipo                           |
| Campeonato Europeo al Aire Libre |                                  |                                  |                                  |
| Año                              | Lugar                            | Medalla                          | Prueba                           |
| 2016                             | Nottingham (Reino Unido)         | Medalla de plata                 | Equipo                           |
| Campeonato Europeo en Sala       |                                  |                                  |                                  |
| Año                              | Lugar                            | Medalla                          | Prueba                           |
| 2004                             | Sassari (Italia)                 | Medalla de bronce                | Equipo                           |
| 2010                             | Poreč (Croacia)                  | Medalla de bronce                | Equipo                           |
| 2011                             | Cambrils (España)                | Medalla de oro                   | Equipo                           |
| 2015                             | Koper (Eslovenia)                | Medalla de plata                 | Equipo                           |
| 2019                             | Samsun (Turquía)                 | Medalla de plata                 | Equipo                           |